# Glyphipterix archimedica
Glyphipterix archimedica là một loài bướm đêm thuộc họ Glyphipterigidae. Nó được tìm thấy ở Zimbabwe.